# Poslovno-tehniška fakulteta v Novi Gorici
Poslovno-tehniška fakulteta, s sedežem v Novi Gorici, je fakulteta, ki je članica Univerze v Novi Gorici.